# 2022年台灣大賽
2022年中華職棒總冠軍賽，正式名稱為2022CPBL中華電信台灣大賽，是中華職棒33年的最後一個系列賽，系列賽採七戰四勝制，先拿四勝者成為該年度總冠軍；系列賽在2022年11月5日至11月9日進行，分別在樂天桃園棒球場、臺中洲際棒球場舉行，參賽的兩支球隊分別是上半季與全年冠軍隊伍樂天桃猿、季後挑戰賽獲勝隊伍中信兄弟，兩隊是歷史上第5次於總冠軍賽交手。

## 背景
| 排名球隊 | 隊伍           | 出賽數 | 勝場 | 敗場 | 和局 | 勝率 | 勝差 |
| -------- | -------------- | ------ | ---- | ---- | ---- | ---- | ---- |
| 1        | 樂天桃猿       | 60     | 37   | 22   | 1    | .627 | 封王 |
| 2        | 中信兄弟       | 60     | 32   | 26   | 2    | .552 | 4.5  |
| 3        | 統一7-ELEVEn獅 | 60     | 31   | 27   | 2    | .534 | 5.5  |
| 4        | 味全龍         | 60     | 31   | 29   | 0    | .517 | 6.5  |
| 5        | 富邦悍將       | 60     | 16   | 43   | 1    | .271 | 21   |

| 排名 | 隊伍           | 已賽 | 勝場 | 敗場 | 和局 | 勝率 | 勝差 |
| ---- | -------------- | ---- | ---- | ---- | ---- | ---- | ---- |
| 1    | 中信兄弟       | 60   | 37   | 21   | 2    | .632 | 封王 |
| 2    | 樂天桃猿       | 60   | 33   | 24   | 3    | .579 | 3.5  |
| 3    | 富邦悍將       | 60   | 30   | 27   | 3    | .526 | 6.5  |
| 4    | 味全龍         | 60   | 26   | 29   | 5    | .473 | 9.5  |
| 5    | 統一7-ELEVEn獅 | 60   | 17   | 42   | 1    | .288 | 20.5 |

| 排名 | 隊伍           | 已賽 | 勝場 | 敗場 | 和局 | 勝率 | 勝差 |
| ---- | -------------- | ---- | ---- | ---- | ---- | ---- | ---- |
| 1    | 樂天桃猿       | 120  | 70   | 46   | 4    | .603 | 封王 |
| 2    | 中信兄弟       | 120  | 69   | 47   | 4    | .591 | 1    |
| 3    | 味全龍         | 120  | 57   | 58   | 5    | .496 | 12.5 |
| 4    | 統一7-ELEVEn獅 | 120  | 48   | 69   | 3    | .410 | 22.5 |
| 5    | 富邦悍將       | 120  | 46   | 70   | 4    | .397 | 24   |

## 登錄名單
| 中信兄弟                                                                                      | 守位   | 樂天桃猿                                                                                  |
| --------------------------------------------------------------------------------------------- | ------ | ----------------------------------------------------------------------------------------- |
| 官大元、蔡齊哲、鄭凱文、泰樂、江忠城、王奕凱 李振昌、呂彥青、李吳永勤、黃恩賜、德保拉、吳哲源 | 投手   | 陳禹勳、陳冠宇、朱俊祥、必贏多、王溢正、狂威 許峻暘、曾仁和、賴鴻誠、林子崴、豪勁、黃子鵬 |
| 福來喜、高宇、陳家駒                                                                          | 捕手   | 林泓育、張閔勛、廖健富、嚴宏鈞                                                            |
| 王威晨、潘志芳、黃韋盛、杜家明、許基宏、江坤宇、岳東華                                        | 內野手 | 梁家榮、林承飛、馬傑森、郭永維、郭嚴文、陳俊秀、林立                                      |
| 岳政華、陳子豪、陳文杰、詹子賢、林書逸、宋晟睿                                                | 外野手 | 成晉、黃敬瑋、藍寅倫、陳晨威、朱育賢                                                      |

## 逐場賽況
| 賽程     | G1                             | G2                             | G3                         | G4                         | G5                      | G6                      | G7                      |
| -------- | ------------------------------ | ------------------------------ | -------------------------- | -------------------------- | ----------------------- | ----------------------- | ----------------------- |
| 比賽結果 | 11/05 樂天桃園 中信 5 : 3 樂天 | 11/06 樂天桃園 中信 4 : 1 樂天 | 11/08 洲際 樂天 2 : 7 中信 | 11/09 洲際 樂天 2 : 3 中信 | 11/11 樂天桃園 無須進行 | 11/12 樂天桃園 無須進行 | 11/13 樂天桃園 無須進行 |

### 第一場（11月05日）
| 2022年中華職棒總冠軍賽 G1 （2022/11/05 星期六，場地：樂天桃園，開始時間：17:05，進行時間：03:18） |                 |                 |                 |                 |                 |                 |                 |                 |                 |                 |                 |                 |                                                             |                                                        |                                               |
| 中信 5 : 3 樂天                                                                                   | 中信 5 : 3 樂天 | 中信 5 : 3 樂天 | 中信 5 : 3 樂天 | 中信 5 : 3 樂天 | 中信 5 : 3 樂天 | 中信 5 : 3 樂天 | 中信 5 : 3 樂天 | 中信 5 : 3 樂天 | 中信 5 : 3 樂天 | 中信 5 : 3 樂天 | 中信 5 : 3 樂天 | 中信 5 : 3 樂天 | 投手成績                                                    | 打擊成績                                               | 相關資料                                      |
| 球隊                                                                                              | 1               | 2               | 3               | 4               | 5               | 6               | 7               | 8               | 9               | R               | H               | E               | 勝投：德保拉（1W） 敗投：狂威（1L） 救援成功：呂彥青（1SV） | 勝利打點：陳子豪（1上） 全壘打：林泓育（雙響）、陳俊秀 | MVP：德保拉（1） 主審：王俊宏 觀眾人數：14132 |
| 中信                                                                                              | 3               | 0               | 0               | 0               | 0               | 0               | 0               | 0               | 2               | 5               | 10              | 1               | 勝投：德保拉（1W） 敗投：狂威（1L） 救援成功：呂彥青（1SV） | 勝利打點：陳子豪（1上） 全壘打：林泓育（雙響）、陳俊秀 | MVP：德保拉（1） 主審：王俊宏 觀眾人數：14132 |
| 樂天                                                                                              | 0               | 0               | 0               | 1               | 0               | 0               | 1               | 0               | 1               | 3               | 5               | 2               | 勝投：德保拉（1W） 敗投：狂威（1L） 救援成功：呂彥青（1SV） | 勝利打點：陳子豪（1上） 全壘打：林泓育（雙響）、陳俊秀 | MVP：德保拉（1） 主審：王俊宏 觀眾人數：14132 |

臺灣大賽首戰，兩隊都派出洋投先發，樂天桃猿以狂威迎戰中信兄弟投手雙冠王德保拉。中信此役開局就有攻勢，陳子豪適時安打攻下第1分，黃韋盛在2出局滿壘時上場打擊，掃出右外野安打，貢獻2分打點。這是黃韋盛在總冠軍賽生涯初先發，首局就擊出首安、首分打點。4局下，2出局後林泓育對德保拉擊出陽春全壘打。7局下，陳俊秀也對德保拉擊出全壘打，今年首轟就出現在台灣大賽；台灣大賽跨季連續16場次安打（聯盟總冠軍賽記錄為郭嚴文，跨季連續17場）、連續16場次得分，持續堆高聯盟總冠軍賽記錄。9局上，中信又一波攻勢，陳文杰二壘安打，再添2分打點。9局下，呂彥青登板關門，1出局後遭林泓育擊出陽春全壘打，個人總冠軍賽累積10轟，先後超越彭政閔（8轟）、羅敏卿（9轟），獨居史上第2人（台灣大賽史上最多轟保持者是林智勝，累計14發全壘打），陳俊秀中間方向滾地造成二壘手失誤，但呂彥青隨即回穩，讓廖健富擊出飛球出局，郭嚴文代打三振，比賽結束。中信兄弟終場5比3擊敗樂天桃猿，德保拉主投7局失2分拿下勝投及單場MVP；狂威先發5.1局失3分（責失1分）承擔敗投；蔡齊哲中繼一局拿下中繼成功；呂彥青後援一局拿下救援成功。

### 第二場（11月06日）
| 2022年中華職棒總冠軍賽 G2 （2022/11/06 星期日，場地：樂天桃園，開始時間：17:05，進行時間：03:28） |                 |                 |                 |                 |                 |                 |                 |                 |                 |                 |                 |                 |                                                             |                                        |                                             |
| 中信 4 : 1 樂天                                                                                   | 中信 4 : 1 樂天 | 中信 4 : 1 樂天 | 中信 4 : 1 樂天 | 中信 4 : 1 樂天 | 中信 4 : 1 樂天 | 中信 4 : 1 樂天 | 中信 4 : 1 樂天 | 中信 4 : 1 樂天 | 中信 4 : 1 樂天 | 中信 4 : 1 樂天 | 中信 4 : 1 樂天 | 中信 4 : 1 樂天 | 投手成績                                                    | 打擊成績                               | 相關資料                                    |
| 球隊                                                                                              | 1               | 2               | 3               | 4               | 5               | 6               | 7               | 8               | 9               | R               | H               | E               | 勝投：泰樂（1W） 敗投：曾仁和（1L） 救援成功：呂彥青（2SV） | 勝利打點：陳子豪（3上） 全壘打：陳子豪 | MVP：泰樂（1） 主審：紀華文 觀眾人數：11392 |
| 中信                                                                                              | 0               | 0               | 3               | 0               | 0               | 0               | 1               | 0               | 0               | 4               | 8               | 0               | 勝投：泰樂（1W） 敗投：曾仁和（1L） 救援成功：呂彥青（2SV） | 勝利打點：陳子豪（3上） 全壘打：陳子豪 | MVP：泰樂（1） 主審：紀華文 觀眾人數：11392 |
| 樂天                                                                                              | 0               | 1               | 0               | 0               | 0               | 0               | 0               | 0               | 0               | 1               | 8               | 1               | 勝投：泰樂（1W） 敗投：曾仁和（1L） 救援成功：呂彥青（2SV） | 勝利打點：陳子豪（3上） 全壘打：陳子豪 | MVP：泰樂（1） 主審：紀華文 觀眾人數：11392 |

臺灣大賽第二戰，中信兄弟派出泰樂掛帥，樂天桃猿以本土投手曾仁和迎戰力求扳平大賽戰局。樂天開局先馳得點，在第二局靠著廖健富、梁家榮、成晉的連續安打下先得一分，讓泰樂在比賽前段就出現亂流。不過到了3局上，岳東華因四壞球上壘，隨後許基宏也靠觸身球上壘；陳子豪擔任本戰第四棒，鎖定了曾仁和的變速球擊出三分全壘打，幫助球隊逆轉，取得3:1兩分領先。七局上時，陳文杰擊出深遠長打，再幫球隊增添一分保險分。9局下，呂彥青登板關門，送出三上三下解決對手，比賽結束。中信兄弟終場4比1擊敗樂天桃猿，泰樂此役表現威風八面，先發8局被用111球敲8安失1分，飆出6K、無四死球，拿下勝投和單場MVP；曾仁和先發5.2局用83球，被敲4安，包含陳子豪致命3分彈，奪三振、四死球各4次，失3分（皆責失）承擔敗投；呂彥青後援一局拿下救援成功。

### 第三場（11月08日）
| 2022年中華職棒總冠軍賽 G3 （2022/11/08 星期二，場地：洲際，開始時間：18:35，進行時間：03:18） |                 |                 |                 |                 |                 |                 |                 |                 |                 |                 |                 |                 |                                                    |                                    |                                               |
| 樂天 2 : 7 中信                                                                               | 樂天 2 : 7 中信 | 樂天 2 : 7 中信 | 樂天 2 : 7 中信 | 樂天 2 : 7 中信 | 樂天 2 : 7 中信 | 樂天 2 : 7 中信 | 樂天 2 : 7 中信 | 樂天 2 : 7 中信 | 樂天 2 : 7 中信 | 樂天 2 : 7 中信 | 樂天 2 : 7 中信 | 樂天 2 : 7 中信 | 投手成績                                           | 打擊成績                           | 相關資料                                      |
| 球隊                                                                                          | 1               | 2               | 3               | 4               | 5               | 6               | 7               | 8               | 9               | R               | H               | E               | 勝投：鄭凱文（1W） 敗投：黃子鵬（1L） 救援成功：無 | 勝利打點：岳東華（2下） 全壘打：無 | MVP：鄭凱文（1） 主審：尤志欽 觀眾人數：17112 |
| 樂天                                                                                          | 1               | 0               | 0               | 0               | 0               | 0               | 1               | 0               | 0               | 2               | 10              | 2               | 勝投：鄭凱文（1W） 敗投：黃子鵬（1L） 救援成功：無 | 勝利打點：岳東華（2下） 全壘打：無 | MVP：鄭凱文（1） 主審：尤志欽 觀眾人數：17112 |
| 中信                                                                                          | 1               | 1               | 0               | 1               | 4               | 0               | 0               | 0               | X               | 7               | 12              | 0               | 勝投：鄭凱文（1W） 敗投：黃子鵬（1L） 救援成功：無 | 勝利打點：岳東華（2下） 全壘打：無 | MVP：鄭凱文（1） 主審：尤志欽 觀眾人數：17112 |

臺灣大賽第三戰，中信兄弟派出本季無對戰樂天桃猿紀錄的鄭凱文，迎戰樂天桃猿防禦率王黃子鵬。1局上，林立左外野安打，桃猿打帶跑戰術，成晉打穿二壘防線，形成一三壘有人，藍寅倫游擊滾地雙殺，林立回來得分，桃猿1比0領先。1局下，岳政華三壘方向內野安打，江坤宇犧牲觸擊、跑者上二壘，許基宏中間方向安打，有1分打點，兄弟1比1追平。2局下，王威晨中間方向安打，福來喜犧牲觸擊、跑者上二壘，岳東華打穿二壘防線，有1分打點，兄弟2比1超前。4局下，兩出局後，岳東華右外野安打，岳政華左外野二壘安打，岳東華回來得分、兄弟3比1領先。5局下，許基宏一壘滾地出局，陳子豪觸身球保送，陳文杰四壞球保送，林書逸右外野平飛安打，有1分打點，兄弟4比1領先、一三壘有人，桃猿換投，王威晨被故意四壞保送，形成滿壘，福來喜敲中外野深遠二壘安打，有2分打點，兄弟6比1領先，桃猿換投，岳東華一壘滾地出局、二三壘跑者無法推進，岳政華觸身球保送，再度滿壘，江坤宇三壘滾地球靠失誤上壘，兄弟7比1再下一城。7局上，郭永維二壘飛球出局，馬傑森左外野飛球出局，陳晨威中外野安打，林立保送，成晉中間方向安打，桃猿追回一分、2比7落後。9局上，代打黃敬瑋三振，陳晨威中外野飛球出局，林立左外野安打，成晉三振。比賽結束，中信7比2擊敗樂天，系列賽3：0聽牌。鄭凱文主投7局失2分拿下勝投及MVP；黃子鵬僅投4.1局失6分承擔敗投。

### 第四場（11月09日）
| 2022年中華職棒總冠軍賽 G4 （2022/11/09 星期三，場地：洲際，開始時間：18:35，進行時間：03:19） |                 |                 |                 |                 |                 |                 |                 |                 |                 |                 |                 |                 |                                                               |                                        |                                               |
| 樂天 2 : 3 中信                                                                               | 樂天 2 : 3 中信 | 樂天 2 : 3 中信 | 樂天 2 : 3 中信 | 樂天 2 : 3 中信 | 樂天 2 : 3 中信 | 樂天 2 : 3 中信 | 樂天 2 : 3 中信 | 樂天 2 : 3 中信 | 樂天 2 : 3 中信 | 樂天 2 : 3 中信 | 樂天 2 : 3 中信 | 樂天 2 : 3 中信 | 投手成績                                                      | 打擊成績                               | 相關資料                                      |
| 球隊                                                                                          | 1               | 2               | 3               | 4               | 5               | 6               | 7               | 8               | 9               | R               | H               | E               | 勝投：吳哲源（1W） 敗投：王溢正（1L） 救援成功：呂彥青（3SV） | 勝利打點：岳東華（2下） 全壘打：廖健富 | MVP：吳哲源（1） 主審：蘇建文 觀眾人數：20000 |
| 樂天                                                                                          | 0               | 1               | 0               | 0               | 0               | 0               | 0               | 1               | 0               | 2               | 5               | 3               | 勝投：吳哲源（1W） 敗投：王溢正（1L） 救援成功：呂彥青（3SV） | 勝利打點：岳東華（2下） 全壘打：廖健富 | MVP：吳哲源（1） 主審：蘇建文 觀眾人數：20000 |
| 中信                                                                                          | 1               | 1               | 0               | 0               | 0               | 1               | 0               | 0               | X               | 3               | 9               | 0               | 勝投：吳哲源（1W） 敗投：王溢正（1L） 救援成功：呂彥青（3SV） | 勝利打點：岳東華（2下） 全壘打：廖健富 | MVP：吳哲源（1） 主審：蘇建文 觀眾人數：20000 |

臺灣大賽第四戰，中信兄弟派出陣中本土王牌吳哲源迎戰背水一戰的樂天桃猿；而桃猿則是派出在台灣大賽很有經驗又剋兄弟的王溢正掛帥。兄弟自第一局就有攻勢，靠著岳政華與江坤宇的安打串連先取得領先；雖然在二局上廖健富擊出陽春彈回應，不過二局下王威晨、福來喜、岳東華接連安打，直接將先發投手王溢正打退。6局下一出局後，林書逸二壘安打上壘；隨後以滾地球推進與馬傑森和林立相撞發生失誤，兄弟再添保險分，3比1領先。8局上，吳哲源續投，郭永維安打上壘，郭嚴文代打敲安，桃猿攻佔一三壘，兄弟緊急換上換上呂彥青救援。雖先讓馬傑森保送，桃猿形成無人出局攻占滿壘局面，不過陳晨威游擊方向滾地球，一壘跑者遭封殺在二壘，三壘跑者郭永維回本壘得分，追到2比3後，成晉擊出雙殺打中止了樂天最後的反撲。9局上，呂彥青續投，林立二壘方向滾地球出局，廖健富左外野方向飛球出局，朱育賢遭三振。中信以3比2擊敗樂天，台灣大賽4勝0敗，勇奪中職33年總冠軍，完成二連霸。

## 外部連結
- 中華職業棒球大聯盟 （页面存档备份，存于）
- （中文）11/05 台灣大賽G1 中信 VS 樂天 全場精華 （页面存档备份，存于）
- （中文）11/06 台灣大賽G2 中信 VS 樂天 全場精華 （页面存档备份，存于）
- （中文）11/08 台灣大賽G3 樂天 VS 中信 全場精華 （页面存档备份，存于）
- （中文）11/09 台灣大賽G4 樂天 VS 中信 全場精華 （页面存档备份，存于）